# Rio das Flores (kommun)
Rio das Flores är en kommun i Brasilien.   Den ligger i delstaten Rio de Janeiro, i den sydöstra delen av landet, 800 km sydost om huvudstaden Brasília. Antalet invånare är 8 545.
Omgivningarna runt Rio das Flores är huvudsakligen savann. Runt Rio das Flores är det glesbefolkat, med 19 invånare per kvadratkilometer.